# حكاية وراء كل باب (فلم)
حكاية وراء كل باب  فيلم للمخرج سعيد مرزوق عام 1979 عن قصص للأديب توفيق الحكيم وكاتيا ثابت  وبارييه وجريدي، كتب السيناريو والحوار سعيد مرزوق  وأعد القصص للسينما يوسف فرنسيس وكمال ياسين. الفيلم يتكون من أربعة أفلام مدتها 120 دقيقة.
الأربعة أفلام بطولة فاتن حمامة وأبطال مختلفين، وهي على الترتيب: (موقف مجنون) بطولة أحمد رمزي، (أريد أن أقتل) بطولة أبو بكر عزت وصفية العمري، (النائبة المحترمة) بطولة أحمد مظهر، و (ضيف على العشاء) بطولة جميل راتب ونادية ذو الفقار ومحمد السبع.
قدم الموسيقار محمد عبد الوهاب الموسيقى التصويرية للفيلم كما قامت شركته «صوت الفن» بتوزيع الفيلم، وقام الموسيقار جمال سلامة بالتوزيع الموسيقي.
صدر الفيلم إلى دور العرض المصرية في 16 مارس 1979.
منح موقع قاعدة بيانات الأفلام على الإنترنت (IMDB) الفيلم درجة 7.8/ 10.
منح موقع قاعدة بيانات الأفلام العربية «السينما.كوم» الفيلم درجة 6.7/ 10.

## طاقم التمثيل
فاتن حمامة: في دور سهام/ شيرين
أحمد مظهر: في دور عبد السلام حمودة (مهندس مصلحة الطرق والكباري وزوج نائبة البرلمان)
أحمد رمزي: في دور مراد (مهندس مدني وطليق شيرين)
جميل راتب: في دور المهندس أحمد سيف الدين (حبيب سهام القديم)
نادية ذو الفقار: في دور ميرفت (ابنة سهام ونبيل)
محمد السبع: في دور نبيل (صاحب المصانع وزوج سهام)
صفية العمري: في دور محاسن
أبو بكر عزت: في دور فؤاد (زوج محاسن)
نظيم شعراوي: في دور مسؤول حكومي كبير
جمال إسماعيل: في دور مندوب شركة التأمين
أحمد نبيل: في دور صلاح (عامل نقل العفش)
فاروق نجيب: في دور عامل نقل العفش
نعيمة الصغير: في دور دولت (خادمة سهام ونبيل)
ليلى فهمي: في دور والدة سهام 

## أحداث الفيلم
«موقف مجنون»
عن قصة «بارييه وجريدي»
تبدأ الأحداث بلقاء بين مراد (أحمد رمزي) المهندس المدني وشيرين (فاتن حمامة) بعد عام من الطلاق، واللقاء في بيتهم القديم وهم يتقاسمون ما تبقى من محتويات بيت الزوجية. يدور الحديث حول ابنتهم «هدى» المتزوجة من دبلوماسي مصري يعمل خارج البلاد ويتطرق إلى حادثة الطلاق وخيانة مراد لزوجته مع «ياسمين» خياطة ملابسها بعد 21 سنة من الزواج، ويدافع مراد عن نفسه ويذكر الزوجة المجروحة بانعدام الانسجام بينهم وأن «ياسمين» لم تكن سوى حجة للطلاق. يتحدث مراد عن نجاح أعماله الهندسية وتفاخر شيرين بصديقها «أنور» المحامي الناجح صاحب السيارة المرسيدس الذي سيتزوجها قريباً. يتطرق الحديث لذكريات في بيتهم الذي يبدو فارغاً الآن ويتطور الجدال ويصل إلى السباب وأيضاً صفعة من شيرين على وجه مراد الذي يرد بصفعة أقوى على وجه شيرين التي تنال لأول مرة في حياتها مثل هذه الصفعة. يتحول الحوار تدريجياً لذكريات تثير عواطف الاثنين ويعترف مراد أنه مازال يحب طليقته شيرين التي تكاد تبكي من هذه المشاعر ويحتضنها ويقرر الإثنين العودة لسابق عهدهم. يغادر مراد للإستعداد للسفر إلى الإسكندرية لقضاء شهر عسل جديد بينما تتصل شيرين بصديقها أنور لتعتذر عن مواعيدهم التالية ولكنها تعرف منه ما ينتظرها من أشياء كثيرة، تنتهي من محادثتها لتجد مراد عائداً خائباً معتذرا عن الخطط الجديدة حيث أنه وعد «ياسمين» بأشياء لابد من إنجازها. يفترق الاثنين ويصبح ما حدث من تقارب كان مجرد موقف مجنون.
«أريد أن أقتل»
قصة «توفيق الحكيم»
يوقع فؤاد (أبو بكر عزت) وثيقة تأمين على الحياة لصالح زوجته محاسن (صفية العمري) ويوصي مندوب شركة التأمين (جمال إسماعيل) بإخفاء موضوع وثيقة التأمين عن الزوجة الحساسة، رقيقة المشاعر لإنها لا تتخيل فكرة موت زوجها وحبيبها قبلها، وهي تدعو الله دائما أن يكون يوم موتها قبل يومه. يتمنى الزوج أن يموت قبل زوجته، ويطلب من مندوب شركة التأمين أن يخدع زوجته محاسن ويدعي أنه طبيب. تصل محاسن وتطلب من الطبيب (المزور) أن يصعد معها لعلاج جارتها سهام (فاتن حمامة) لها جميلة وهادئة ولكنها تحتفظ بمسدس يمكن أن تستخدمه في أي لحظة. يغادر مندوب شركة التأمين ويجلس فؤاد ومحاسن يتمنى كل واحد منهم أن يموت قبل الآخر. تدخل، من الباب المفتوح سهواً، الجارة سهام وهي تحمل مسدسها وتخبرهم أن هناك صوتاً داخلها يأمرها بقتل أي شخص وتطلب منهم إختيار أحدهم ليكون الضحية. تشرح سهام للزوجين فكرتها عن القتل ورفضها لقتل شخص لا تعرفه، حيث أن معرفتها للمقتول تزيد من إحساسها بمشاعره أثناء موته. يأتيها الصوت وهي تحمل مسدسها وتصرخ وتطلب منهم الاختيار من سوف يكون ضحيتها. يبدأ فؤاد بدفع الموت عنه واقتراح قتل محاسن، وتدعي محاسن أنها حامل وتطلب من سهام قتل فؤاد بدلاً عنها. يعود مندوب شركة التأمين ويصبح الاختيار الثالث للقتل. تدور المشاحنات وتنطلق رصاصة من مسدس سهام وتسألهم من الذي مات وينهض الثلاثة في حالة جيدة ويتضح للجميع أن الرصاصة كانت من الرصاص الخادع الذي يستخدم في السينما. تشعر سهام بالراحة وينصرف مندوب شركة التأمين وتنصرف سهام
«النائبة المحترمة»
قصة «توفيق الحكيم»
يحاول عبد السلام حمودة (أحمد مظهر)، المهندس بمصلحة الطرق والكباري، دفع أولاده «كريم» و«أحمد» للنوم في غياب والدتهم التي تباشر عملها في البرلمان. الأم (فاتن حمامة) هي نائبة في البرلمان المصري، كانت تعمل مدرسة في مدارس المرحلة الثانوية، وتقضي ليلتها في مناقشات البرلمان وعندما تعود تجد الأبناء يلعبون بينما الأب نائماً، وتعنفه، وتجبر الأبناء على النوم. تتلقى النائبة مكالمة هاتفية من مسؤول حكومي كبير (نظيم شعراوي) يرغب في مناقشتها على وجه السرعة. يصل المسئول ويكتشف أن زوجها يعمل في وزارة تابعة له ويلوم النائبة على ترك الزوج في «الدرجة الخامسة» ولا تساعده للترقي، وتبدي النائبة عدم رغبتها في التوسط للزوج. يطلب منها المسئول الحكومي المساعدة في سحب استجواب مقدم من زميل لها في البرلمان، وتأكد للمسئول أن طلب العضو مفيد للدولة وأنها ليس لها سلطة سحب الاستجواب، وعندما يطلب منها المسؤول استعمال ابتسامتها للزميل وطلب سحب الاستجواب، تثور وتنهي الزيارة. يكتشف عبد السلام مغادرة الزائر ويعجب من عدم مطالبتها لترقيته من هذا المسئول، يثور ويغادر البيت لشراء سجائره وتطلب منه النائبة شراء خبز للأبناء لسندوتشات الصباح.
«ضيف على العشاء»
قصة «كاتيا ثابت»
ترفض سهام (فاتن حمامة) زواج ابنتها ميرفت (نادية ذو الفقار) الطالبة الجامعية بكلية العلوم من حبيبها محمود المعيد بالجامعة لضعف دخله وفقر عائلته وخصوصاً أنه مسافر، لمتابعة دراسته بالخارج، بعد أسبوع. يدور الحوار بين الأم والابنة عن أهمية المادة للزواج وعن التغاضي عن مشاعر الحب التي لا جدوى منها. تغادر ميرفت بينما تتلقى سهام مكالمة من زوجها نبيل (محمد السبع) الثري، صاحب المصانع ويبلغها بقدوم زائر معه على العشاء. تبدأ سهام في ترتيب طعام العشاء مع خادمتها دولت (نعيمة الصغير) والسفرجي عبد الله. يدق الباب ويدخل نبيل بصحبة أحمد سيف الدين (جميل راتب) الذي كان حبيب سهام منذ أكثر من 20 سنة. تعرف سهام أنه سافر إلى فرانكفورت في ألمانيا وأرسل لها أكثر من 20 خطاب دون رد. تعرف أيضاُ أنه لم يتزوج وسوف يغادر مصر إلى الأبد في الفجر، وتوضح سهام، بكلمات غير مفهومة للزوج، أنها لم تتلقى الخطابات. يغادر الزوج والزائر وتأتي الأم (ليلى فهمي) وتسألها سهام عن الخطابات وتعرف أن والدها أخفاهم عنها، وتشرح سهام لوالدتها نا أصابها باختفاء الحب من حياتها، وتغير وجهة نظرها في زواج ابنتها، وتصارح ميرفت أنها تقبل زواجها من محمود.

## استقبال الفيلم
اعتبر مصطفى القصبي من صحيفة اليوم السابع أن فيلم «حكاية وراء كل باب» من أبرز روايات توفيق الحكيم التي قدمت في السينما.  
كتبت سحر الجمل على موقع صحيفة «الأخبار المسائي» في 14 مايو 2022 مقالة تحت عنوان «فاتن حمامة أول من انفردت بتمثيل الأفلام القصيرة في السبعينيات»، وجاء فيها: "الفيلم القصير يتكون من أربعة اجزاء مستقلة في موضوعاتها  بعنوان «حكاية وراء كل باب» عبارة عن مجموعة أعمال سينمائية تشبه الأفلام القصيرة نقلت للتلفزيون المصري وشرائط الفيديو في دول الخليج والسوق الاوربي، صورت بتكنيك السينما والعامل المشترك بين هذه الأفلام وجود فاتن حمامة بها كبطلة ومنتجة لها  كما أنها اختارت روايات للأديب الكبير توفيق الحكيم."
كتبت سلمى السيد على موقع بوابة دار الهلال في 28 سبتمبر 2022: «قرر رمزي الابتعاد عن السينما ولم تقنعه بالعودة إلا فاتن حمامة في تجربتها السينمائية حكاية وراء كل باب عام 1979.»

## وصلات خارجية
- حكاية وراء كل باب على موقع IMDb (الإنجليزية)
- حكاية وراء كل باب على موقع قاعدة بيانات الأفلام العربية
- حكاية وراء كل باب على موقع قاعدة بيانات الفيلم (الإنجليزية)
- حكاية وراء كل باب على موقع ليتربوكسد (الإنجليزية)

https://movie.douban.com/subject/5215523/ حكاية وراء كل باب (فلم)
https://www.csfd.cz/film/742966-hekaya-wara-kol-bab/hraji/ حكاية وراء كل باب (فلم)
http://film.moviesaz.org/video/289343-hekaya-wara-kol-bab-tv/ حكاية وراء كل باب (فلم)
https://www.filmweb.pl/film/Hekaya+wara+kol+bab-1979-290967 حكاية وراء كل باب (فلم)